# 24 Heures de Daytona 2020
Navigation
Édition précédente Édition suivante
Les 24 Heures de Daytona 2020 (en anglais, 2020 Rolex 24 Hours of Daytona), disputées les 25 janvier 2020 et 26 janvier 2020 sur le Daytona International Speedway, sont la cinquante-huitième édition de cette épreuve, la cinquante-quatrième sur un format de vingt-quatre heures, et la première manche du WeatherTech SportsCar Championship 2020.

## Contexte avant la course
Ford est absent pour la première fois depuis quatre ans. Pour cause, son engagement en GTLM a pris fin en 2019. Aucune Nissan Onroak DPi est engagée, il n'y a donc que trois marques différentes en DPI : Acura, Cadillac et Mazda. En GTLM, Corvette (avec la Chevrolet Corvette C8.R) et Porsche alignent pour la première fois en IMSA de nouvelles voitures. Cette course marque aussi le retour d' Aston Martin en IMSA, la marque anglaise engage deux Aston Martin Vantage AMR GT3 en GTD. Un équipage  100 % féminin est engagée par GEAR Grasser Racing Team en GTD.

## Engagés
| No.  | Pays | Écurie                                                   | Voiture                      | Pneu | Pilote 1             | Pilote 2               | Pilote 3              | Pilote 4                 |
| ---- | ---- | -------------------------------------------------------- | ---------------------------- | ---- | -------------------- | ---------------------- | --------------------- | ------------------------ |
| DPi  |      |                                                          |                              |      |                      |                        |                       |                          |
| 5    |      | Mustang Sampling Racing                                  | Cadillac DPi-V.R             | M    | João Barbosa         | Sébastien Bourdais     | Loïc Duval            |                          |
| 6    |      | Acura Team Penske                                        | Acura ARX-05                 | M    | Dane Cameron         | Juan Pablo Montoya     | Simon Pagenaud        |                          |
| 7    |      | Acura Team Penske                                        | Acura ARX-05                 | M    | Hélio Castroneves    | Ricky Taylor           | Alexander Rossi       |                          |
| 10   |      | Konica Minolta Cadillac DPi-V.R                          | Cadillac DPi-V.R             | M    | Renger van der Zande | Ryan Briscoe           | Scott Dixon           | Kamui Kobayashi          |
| 31   |      | Whelen Engineering Racing                                | Cadillac DPi-V.R             | M    | Pipo Derani          | Felipe Nasr            | Filipe Albuquerque    | Mike Conway              |
| 55   |      | Mazda Team Joest                                         | Mazda RT24-P                 | M    | Jonathan Bomarito    | Harry Tincknell        | Ryan Hunter-Reay      |                          |
| 77   |      | Mazda Team Joest                                         | Mazda RT24-P                 | M    | Oliver Jarvis        | Tristan Nunez          | Olivier Pla           |                          |
| 85   |      | JDC Miller Motorsports                                   | Cadillac DPi-V.R             | M    | Matheus Leist (en)   | Chris Miller           | Juan Piedrahita (en)  | Tristan Vautier          |
| LMP2 |      |                                                          |                              |      |                      |                        |                       |                          |
| 8    |      | Tower Motorsports by Starworks                           | Oreca 07                     | M    | John Farano          | Ryan Dalziel           | Nicolas Lapierre      | David Heinemeier Hansson |
| 18   |      | Era Motorsport                                           | Oreca 07                     | M    | Kyle Tilley          | Dwight Merriman        | Ryan Lewis            | Nic Minassian            |
| 38   |      | Performance Tech Motorsports                             | Oreca 07                     | M    | Cameron Cassels      | Robert Masson          | Kyle Masson (en)      | Don Yount                |
| 52   |      | PR1/Mathiasen Motorsports                                | Oreca 07                     | M    | Ben Keating          | Simon Trummer          | Nick Boulle           | Gabriel Aubry            |
| 81   |      | DragonSpeed                                              | Oreca 07                     | M    | Ben Hanley           | Henrik Hedman          | Colin Braun           |                          |
| GTLM |      |                                                          |                              |      |                      |                        |                       |                          |
| 3    |      | Corvette Racing                                          | Chevrolet Corvette C8.R      | M    | Antonio Garcia       | Jordan Taylor          | Nick Catsburg         |                          |
| 4    |      | Corvette Racing                                          | Chevrolet Corvette C8.R      | M    | Oliver Gavin         | Tom Milner             | Marcel Fassler        |                          |
| 24   |      | BMW Team RLL                                             | BMW M8 GTE                   | M    | John Edwards         | Augusto Farfus         | Chaz Mostert (en)     | Jesse Krohn              |
| 25   |      | BMW Team RLL                                             | BMW M8 GTE                   | M    | Connor De Phillippi  | Philipp Eng            | Bruno Spengler        | Colton Herta             |
| 62   |      | Risi Competizione                                        | Ferrari 488 GTE Evo          | M    | James Calado         | Alessandro Pier Guidi  | Davide Rigon          | Daniel Serra             |
| 911  |      | Porsche GT Team                                          | Porsche 911 RSR              | M    | Frédéric Makowiecki  | Nick Tandy             | Matt Campbell         |                          |
| 912  |      | Porsche GT Team                                          | Porsche 911 RSR              | M    | Earl Bamber          | Laurens Vanthoor       | Mathieu Jaminet       |                          |
| GTD  |      |                                                          |                              |      |                      |                        |                       |                          |
| 9    |      | Pfaff Motorsports                                        | Porsche 911 GT3R             | M    | Dennis Olsen         | Zacharie Robichon      | Lars Kern             | Patrick Pilet            |
| 11   |      | GRT Grasser Racing Team                                  | Lamborghini Huracán GT3 Evo  | M    | Richard Heistand     | Steijn Schothorst (en) | Franck Perera         | Albert Costa             |
| 12   |      | AIM Vasser-Sullivan                                      | Lexus RC F GT3               | M    | Frankie Montecalvo   | Shane van Gisbergen    | Aaron Telitz          | Townsend Bell            |
| 14   |      | AIM Vasser-Sullivan                                      | Lexus RC F GT3               | M    | Parker Chase (en)    | Jack Hawksworth        | Michael De Quesada    | Kyle Busch               |
| 16   |      | Wright Motorsports                                       | Porsche 911 GT3R             | M    | Ryan Hardwick        | Patrick Long           | Anthony Imperato      | Klaus Bachler            |
| 19   |      | GEAR Racing powered by GRT Grasser                       | Lamborghini Huracán GT3 Evo  | M    | Christina Nielsen    | Katherine Legge        | Tati Calderon         | Rahel Frey               |
| 23   |      | The Heart of Racing                                      | Aston Martin Vantage AMR GT3 | M    | Ian James            | Nicki Thiim            | Roman De Angelis (en) | Alex Riberas             |
| 44   |      | GRT Magnus                                               | Lamborghini Huracán GT3 Evo  | M    | John Potter          | Andy Lally             | Spencer Pumpelly      | Marco Mapelli (en)       |
| 47   |      | Precision Performance Motorsports (en)                   | Lamborghini Huracán GT3 Evo  | M    | Brandon Gdovic (en)  | Eric Lux               | Mark Kvamme           | Johnathan Hoggard        |
| 48   |      | Paul Miller Racing                                       | Lamborghini Huracán GT3 Evo  | M    | Madison Snow         | Bryan Sellers          | Corey Lewis (en)      | Andrea Caldarelli        |
| 54   |      | Black Swan Racing                                        | Porsche 911 GT3R             | M    | Tim Pappas           | Jeroen Bleekemolen     | Sven Müller           | Trenton Estep (en)       |
| 57   |      | Heinricher Racing avec Curb Agajanian Performance Group  | Acura NSX GT3 Evo            | M    | Álvaro Parente       | Misha Goikhberg        | Trent Hindman         | A.J. Allmendinger        |
| 63   |      | Scuderia Corsa                                           | Ferrari 488 GT3 Evo          | M    | Cooper MacNeil       | Toni Vilander          | Jeff Westphal         | Alessandro Balzan        |
| 74   |      | Riley Motorsports                                        | Mercedes-AMG GT3             | M    | Lawson Aschenbach    | Ben Keating            | Gar Robinson          | Felipe Fraga             |
| 86   |      | Meyer Shank Racing avec Curb Agajanian Performance Group | Acura NSX GT3 Evo            | M    | Mario Farnbacher     | Matt McMurry           | Shinya Michimi (fi)   | Jules Gounon             |
| 88   |      | WRT Speedstar Audi Sport                                 | Audi R8 LMS Evo              | M    | Mirko Bortolotti     | Rolf Ineichen          | Daniel Morad          | Dries Vanthoor           |
| 96   |      | Turner Motorsport                                        | BMW M6 GT3                   | M    | Robby Foley          | Jens Klingmann         | Bill Auberlen         | Dillon Machavern         |
| 98   |      | Aston Martin Racing                                      | Aston Martin Vantage AMR GT3 | M    | Pedro Lamy           | Ross Gunn              | Mat Lauda             | Andrew Watson (en)       |

### Pilotes par nationalité
| 52 Américains    | 14 Britanniques | 13 Français    | 07 Brésiliens | 6 Canadiens |
| 06 Italiens      | 04 Allemands    | 04 Néerlandais | 04 Portugais  | 4 Suisses   |
| 03 Australiens   | 03 Autrichiens  | 03 Colombiens  | 03 Danois     | 3 Espagnols |
| 03 Néo-Zélandais | 02 Belges       | 02 Finlandais  | 02 Japonais   | 1 Norvégien |
| 01 Russe         | 01 Suédois      |                |               |             |

## Course

### Classements intermédiaires
| n° | Voiture / Pilotes | n°                                                                                   | Voiture / Pilotes | n° | Voiture / Pilotes | n° | Voiture / Pilotes | |
| 1  | 77                | Mazda Team Joest Mazda RT24-P (DPi) Nunez - Jarvis - Bernhard - Pla                  | 10                | Konica Minolta Cadillac DPi-V.R (DPi) Dixon - van der Zande - Kobayashi - Briscoe                     | 5                 | Mustang Sampling Racing avec JDC Miller Motorsports Cadillac DPi-V.R (DPi) Bourdais - Barbosa - Duval | 10                | Konica Minolta Cadillac DPi-V.R (DPi) Dixon - van der Zande - Kobayashi - Briscoe                     |
| 2  | 31                | Whelen Engineering Racing Cadillac DPi-V.R (DPi) Derani - Nasr - Conway- Albuquerque | 31                | Whelen Engineering Racing Cadillac DPi-V.R (DPi) Derani - Nasr - Conway- Albuquerque                  | 10                | Konica Minolta Cadillac DPi-V.R (DPi) Dixon - van der Zande - Kobayashi - Briscoe                     | 5                 | Mustang Sampling Racing avec JDC Miller Motorsports Cadillac DPi-V.R (DPi) Bourdais - Barbosa - Duval |
| 3  | 6                 | Acura Team Penske Acura ARX-05 (DPi) Cameron - Montoya - Pagenaud                    | 6                 | Acura Team Penske Acura ARX-05 (DPi) Cameron - Montoya - Pagenaud                                     | 77                | Mazda Team Joest Mazda RT24-P (DPi) Nunez - Jarvis - Bernhard - Pla                                   | 77                | Mazda Team Joest Mazda RT24-P (DPi) Nunez - Jarvis - Bernhard - Pla                                   |
| 4  | 55                | Mazda Team Joest Mazda RT24-P (DPi) Bomarito - Tincknell - Hunter-Reay               | 77                | Mazda Team Joest Mazda RT24-P (DPi) Nunez - Jarvis - Bernhard - Pla                                   | 55                | Mazda Team Joest Mazda RT24-P (DPi) Bomarito - Tincknell - Hunter-Reay                                | 55                | Mazda Team Joest Mazda RT24-P (DPi) Bomarito - Tincknell - Hunter-Reay                                |
| 5  | 7                 | Acura Team Penske Acura ARX-05 (DPi) Castroneves - Rossi - Taylor                    | 5                 | Mustang Sampling Racing avec JDC Miller Motorsports Cadillac DPi-V.R (DPi) Bourdais - Barbosa - Duval | 6                 | Acura Team Penske Acura ARX-05 (DPi) Cameron - Montoya - Pagenaud                                     | 31                | Whelen Engineering Racing Cadillac DPi-V.R (DPi) Derani - Nasr - Conway- Albuquerque                  |

### Classement de la course
Voici le classement officiel au terme de la course.
- Les vainqueurs de chaque catégorie sont signalés par un fond jauni.
- Pour la colonne Pneus, il faut passer le curseur au-dessus du modèle pour connaître le manufacturier de pneumatiques.

| Pos | Classe | no  | Écurie                                                   | Pilotes                                                              | Châssis                        | Pneus | Tours | Temps                     |
| --- | ------ | --- | -------------------------------------------------------- | -------------------------------------------------------------------- | ------------------------------ | ----- | ----- | ------------------------- |
| Pos | Classe | no  | Écurie                                                   | Pilotes                                                              | Moteur                         | Pneus | Tours | Temps                     |
| 1   | DPi    | 10  | Konica Minolta Cadillac DPi-V.R                          | Ryan Briscoe Scott Dixon Kamui Kobayashi Renger van der Zande        | Cadillac DPi-V.R               | M     | 833   | 24 h 0 min 33 s 494       |
| 1   | DPi    | 10  | Konica Minolta Cadillac DPi-V.R                          | Ryan Briscoe Scott Dixon Kamui Kobayashi Renger van der Zande        | Cadillac 5,5 l V8 Atmo         | M     | 833   | 24 h 0 min 33 s 494       |
| 2   | DPi    | 77  | Mazda Team Joest                                         | Oliver Jarvis Tristan Nunez Olivier Pla                              | Mazda RT24-P                   | M     | 833   | + 1 min 5 s 426           |
| 2   | DPi    | 77  | Mazda Team Joest                                         | Oliver Jarvis Tristan Nunez Olivier Pla                              | Mazda MZ-2.0T 2,0 l I4 Turbo   | M     | 833   | + 1 min 5 s 426           |
| 3   | DPi    | 5   | Mustang Sampling Racing avec JDC Miller Motorsports      | João Barbosa Sébastien Bourdais Loîc Duval                           | Cadillac DPi-V.R               | M     | 833   | + 1 min 25 s 585          |
| 3   | DPi    | 5   | Mustang Sampling Racing avec JDC Miller Motorsports      | João Barbosa Sébastien Bourdais Loîc Duval                           | Cadillac 5,5 l V8 Atmo         | M     | 833   | + 1 min 25 s 585          |
| 4   | DPi    | 6   | Acura Team Penske                                        | Dane Cameron Juan Pablo Montoya Simon Pagenaud                       | Acura ARX-05                   | M     | 828   | + 5 tours                 |
| 4   | DPi    | 6   | Acura Team Penske                                        | Dane Cameron Juan Pablo Montoya Simon Pagenaud                       | Acura AR35TT 3,5 l V6 Turbo    | M     | 828   | + 5 tours                 |
| 5   | DPi    | 85  | JDC Miller Motorsports                                   | Juan Piedrahita (en) Matheus Leist (en) Chris Miller Tristan Vautier | Cadillac DPi-V.R               | M     | 825   | + 8 tours                 |
| 5   | DPi    | 85  | JDC Miller Motorsports                                   | Juan Piedrahita (en) Matheus Leist (en) Chris Miller Tristan Vautier | Cadillac 5,5 l V8 Atmo         | M     | 825   | + 8 tours                 |
| 6   | DPi    | 55  | Mazda Team Joest                                         | Jonathan Bomarito Harry Tincknell Ryan Hunter-Reay                   | Mazda RT24-P                   | M     | 823   | + 10 tours                |
| 6   | DPi    | 55  | Mazda Team Joest                                         | Jonathan Bomarito Harry Tincknell Ryan Hunter-Reay                   | Mazda MZ-2.0T 2,0 l I4 Turbo   | M     | 823   | + 10 tours                |
| 7   | DPi    | 31  | Whelen Engineering Racing                                | Felipe Nasr Mike Conway Pipo Derani Filipe Albuquerque               | Cadillac DPi-V.R               | M     | 822   | + 11 tours                |
| 7   | DPi    | 31  | Whelen Engineering Racing                                | Felipe Nasr Mike Conway Pipo Derani Filipe Albuquerque               | Cadillac 5,5 l V8 Atmo         | M     | 822   | + 11 tours                |
| 8   | DPi    | 7   | Acura Team Penske                                        | Hélio Castroneves Ricky Taylor Alexander Rossi                       | Acura ARX-05                   | M     | 811   | + 22 tours                |
| 8   | DPi    | 7   | Acura Team Penske                                        | Hélio Castroneves Ricky Taylor Alexander Rossi                       | Acura AR35TT 3,5 l V6 Turbo    | M     | 811   | + 22 tours                |
| 9   | LMP2   | 81  | DragonSpeed USA                                          | Ben Hanley Henrik Hedman Colin Braun Harrison Newey                  | Oreca 07                       | M     | 811   | + 22 tours                |
| 9   | LMP2   | 81  | DragonSpeed USA                                          | Ben Hanley Henrik Hedman Colin Braun Harrison Newey                  | Gibson GK428 4,2 l V8 Atmo     | M     | 811   | + 22 tours                |
| 10  | LMP2   | 52  | PR1/Mathiasen Motorsports                                | Nick Boulle Gabriel Aubry Ben Keating Simon Trummer                  | Oreca 07                       | M     | 809   | + 24 tours                |
| 10  | LMP2   | 52  | PR1/Mathiasen Motorsports                                | Nick Boulle Gabriel Aubry Ben Keating Simon Trummer                  | Gibson GK428 4,2 l V8 Atmo     | M     | 809   | + 24 tours                |
| 11  | LMP2   | 18  | Era Motorsport                                           | Nic Minassian Dwight Merriman Kyle Tilley Ryan Lewis                 | Oreca 07                       | M     | 800   | + 33 tours                |
| 11  | LMP2   | 18  | Era Motorsport                                           | Nic Minassian Dwight Merriman Kyle Tilley Ryan Lewis                 | Gibson GK428 4,2 l V8 Atmo     | M     | 800   | + 33 tours                |
| 12  | LMP2   | 8   | Tower Motorsport par Starworks                           | John Farano Ryan Dalziel David Heinemeier Hansson Nicolas Lapierre   | Oreca 07                       | M     | 798   | + 35 tours                |
| 12  | LMP2   | 8   | Tower Motorsport par Starworks                           | John Farano Ryan Dalziel David Heinemeier Hansson Nicolas Lapierre   | Gibson GK428 4,2 l V8 Atmo     | M     | 798   | + 35 tours                |
| 13  | GTLM   | 24  | BMW Team RLL                                             | Jesse Krohn John Edwards Chaz Mostert (en) Augusto Farfus            | BMW M8 GTE                     | M     | 786   | + 47 tours                |
| 13  | GTLM   | 24  | BMW Team RLL                                             | Jesse Krohn John Edwards Chaz Mostert (en) Augusto Farfus            | BMW S63 4,0 l V8 Bi-Turbo      | M     | 786   | + 47 tours                |
| 14  | GTLM   | 912 | Porsche GT Team                                          | Earl Bamber Laurens Vanthoor Mathieu Jaminet                         | Porsche 911 RSR-19             | M     | 786   | + 47 tours                |
| 14  | GTLM   | 912 | Porsche GT Team                                          | Earl Bamber Laurens Vanthoor Mathieu Jaminet                         | Porsche 4,2 L Flat-6 Atmo      | M     | 786   | + 47 tours                |
| 15  | GTLM   | 911 | Porsche GT Team                                          | Nick Tandy Frédéric Makowiecki Matt Campbell                         | Porsche 911 RSR-19             | M     | 786   | + 47 tours                |
| 15  | GTLM   | 911 | Porsche GT Team                                          | Nick Tandy Frédéric Makowiecki Matt Campbell                         | Porsche 4,2 L Flat-6 Atmo      | M     | 786   | + 47 tours                |
| 16  | GTLM   | 3   | Corvette Racing                                          | Antonio García Jordan Taylor Nick Catsburg                           | Chevrolet Corvette C8.R        | M     | 785   | + 48 tours                |
| 16  | GTLM   | 3   | Corvette Racing                                          | Antonio García Jordan Taylor Nick Catsburg                           | Chevrolet LT 5,5 l V8 Atmo     | M     | 785   | + 48 tours                |
| 17  | GTLM   | 25  | BMW Team RLL                                             | Bruno Spengler Connor De Phillippi Philipp Eng Colton Herta          | BMW M8 GTE                     | M     | 772   | + 61 tours                |
| 17  | GTLM   | 25  | BMW Team RLL                                             | Bruno Spengler Connor De Phillippi Philipp Eng Colton Herta          | BMW S63 4,0 l V8 Bi-Turbo      | M     | 772   | + 61 tours                |
| 18  | GTD    | 48  | Paul Miller Racing                                       | Bryan Sellers Madison Snow Corey Lewis (en) Andrea Caldarelli        | Lamborghini Huracán GT3 Evo    | M     | 765   | + 68 tours                |
| 18  | GTD    | 48  | Paul Miller Racing                                       | Bryan Sellers Madison Snow Corey Lewis (en) Andrea Caldarelli        | Lamborghini 5,2 l V10 Atmo     | M     | 765   | + 68 tours                |
| 19  | GTD    | 44  | GRT Magnus                                               | Marco Mapelli (en) Spencer Pumpelly John Potter Andy Lally           | Lamborghini Huracán GT3 Evo    | M     | 765   | + 68 tours                |
| 19  | GTD    | 44  | GRT Magnus                                               | Marco Mapelli (en) Spencer Pumpelly John Potter Andy Lally           | Lamborghini 5,2 l V10 Atmo     | M     | 765   | + 68 tours                |
| 20  | GTD    | 88  | WRT Speedstar Audi Sport                                 | Mirko Bortolotti Rolf Ineichenbr> Daniel Morad Dries Vanthoor        | Audi R8 LMS GT3                | M     | 764   | + 69 tours                |
| 20  | GTD    | 88  | WRT Speedstar Audi Sport                                 | Mirko Bortolotti Rolf Ineichenbr> Daniel Morad Dries Vanthoor        | Audi 5.2 L V10 Atmo            | M     | 764   | + 69 tours                |
| 21  | GTD    | 16  | Wright Motorsports                                       | Ryan Hardwick Patrick Long Anthony Imperato Klaus Bachler            | Porsche 911 GT3R               | M     | 764   | + 69 tours                |
| 21  | GTD    | 16  | Wright Motorsports                                       | Ryan Hardwick Patrick Long Anthony Imperato Klaus Bachler            | Porsche 4,2 L Flat-6 Atmo      | M     | 764   | + 69 tours                |
| 22  | GTD    | 54  | Black Swan Racing                                        | Tim Pappas Jeroen Bleekemolen Trenton Estep (en) Sven Müller         | Porsche 911 GT3R               | M     | 763   | + 70 tours                |
| 22  | GTD    | 54  | Black Swan Racing                                        | Tim Pappas Jeroen Bleekemolen Trenton Estep (en) Sven Müller         | Porsche 4,2 L Flat-6 Atmo      | M     | 763   | + 70 tours                |
| 23  | GTD    | 96  | Turner Motorsport                                        | Jens Klingmann Dillon Machavern Bill Auberlen Robby Foley            | BMW M6 GT3                     | M     | 763   | + 70 tours                |
| 23  | GTD    | 96  | Turner Motorsport                                        | Jens Klingmann Dillon Machavern Bill Auberlen Robby Foley            | BMW P63 4,4 l V8 Turbo         | M     | 763   | + 70 tours                |
| 24  | GTD    | 63  | Scuderia Corsa                                           | Cooper MacNeil Toni Vilander Alessandro Balzan Jeff Westphal         | Ferrari 488 GT3                | M     | 763   | + 70 tours                |
| 24  | GTD    | 63  | Scuderia Corsa                                           | Cooper MacNeil Toni Vilander Alessandro Balzan Jeff Westphal         | Ferrari F154CB 3,9 l V8 Turbo  | M     | 763   | + 70 tours                |
| 25  | GTD    | 57  | Heinricher Racing avec Curb Agajanian Performance Group  | Álvaro Parente Misha Goikhberg Trent Hindman A. J. Allmendinger      | Acura NSX GT3 Evo              | M     | 762   | + 71 tours                |
| 25  | GTD    | 57  | Heinricher Racing avec Curb Agajanian Performance Group  | Álvaro Parente Misha Goikhberg Trent Hindman A. J. Allmendinger      | Acura 3,5 l V6 Turbo           | M     | 762   | + 71 tours                |
| 26  | GTD    | 14  | AIM Vasser-Sullivan                                      | Parker Chase (en) Jack Hawksworth Kyle Busch Michael De Quesada      | Lexus RC F GT3                 | M     | 757   | + 76 tours                |
| 26  | GTD    | 14  | AIM Vasser-Sullivan                                      | Parker Chase (en) Jack Hawksworth Kyle Busch Michael De Quesada      | Lexus 5,0 l V8                 | M     | 757   | + 76 tours                |
| 27  | LMP2   | 38  | Performance Tech Motorsports                             | Cameron Cassels Kyle Masson Robert Masson Don Yount                  | Oreca 07                       | M     | 756   | Abandon Suspension        |
| 27  | LMP2   | 38  | Performance Tech Motorsports                             | Cameron Cassels Kyle Masson Robert Masson Don Yount                  | Gibson GK428 4,2 l V8 Atmo     | M     | 756   | Abandon Suspension        |
| 28  | GTD    | 86  | Meyer Shank Racing avec Curb Agajanian Performance Group | Mario Farnbacher Matt McMurry Shinya Michimi (fi) Jules Gounon       | Acura NSX GT3 Evo              | M     | 747   | + 86 tours                |
| 28  | GTD    | 86  | Meyer Shank Racing avec Curb Agajanian Performance Group | Mario Farnbacher Matt McMurry Shinya Michimi (fi) Jules Gounon       | Acura 3,5 l V6 Turbo           | M     | 747   | + 86 tours                |
| 29  | GTD    | 74  | Riley Motorsports                                        | Gar Robinson Lawson Aschenbach Ben Keating Felipe Fraga              | Mercedes-AMG GT3               | M     | 740   | + 93 tours                |
| 29  | GTD    | 74  | Riley Motorsports                                        | Gar Robinson Lawson Aschenbach Ben Keating Felipe Fraga              | Mercedes-AMG M159 6,2 l V8     | M     | 740   | + 93 tours                |
| 30  | GTLM   | 62  | Risi Competizione                                        | James Calado Alessandro Pier Guidi Daniel Serra Davide Rigon         | Ferrari 488 GTE Evo            |       | 738   | Abandon Crevaison         |
| 30  | GTLM   | 62  | Risi Competizione                                        | James Calado Alessandro Pier Guidi Daniel Serra Davide Rigon         | Ferrari F154CB 3,9 L V8 Turbo  |       | 738   | Abandon Crevaison         |
| 31  | GTD    | 12  | AIM Vasser-Sullivan                                      | Frankie Montecalvo Townsend Bell Shane van Gisbergen Aaron Telitz    | Lexus RC F GT3                 | M     | 728   | + 105 tours               |
| 31  | GTD    | 12  | AIM Vasser-Sullivan                                      | Frankie Montecalvo Townsend Bell Shane van Gisbergen Aaron Telitz    | Lexus 5,0 l V8                 | M     | 728   | + 105 tours               |
| 32  | GTD    | 9   | Pfaff Motorsports                                        | Dennis Olsen Zacharie Robichon Lars Kern Patrick Pilet               | Porsche 911 GT3R               | M     | 716   | + 117 tours               |
| 32  | GTD    | 9   | Pfaff Motorsports                                        | Dennis Olsen Zacharie Robichon Lars Kern Patrick Pilet               | Porsche 4,2 L Flat-6 Atmo      | M     | 716   | + 117 tours               |
| 33  | GTD    | 11  | GRT Grasser Racing Team                                  | Richard Heistand Steijn Schothorst (en) Franck Perera Albert Costa   | Lamborghini Huracán GT3 Evo    | M     | 633   | + 200 tours               |
| 33  | GTD    | 11  | GRT Grasser Racing Team                                  | Richard Heistand Steijn Schothorst (en) Franck Perera Albert Costa   | Lamborghini 5,2 l V10 Atmo     | M     | 633   | + 200 tours               |
| 34  | GTD    | 47  | Precision Performance Motorsports                        | Brandon Gdovic (en) Mark Kvamme Johnathan Hoggard Eric Lux           | Lamborghini Huracán GT3 Evo    | M     | 608   | Abandon Boite de vitesses |
| 34  | GTD    | 47  | Precision Performance Motorsports                        | Brandon Gdovic (en) Mark Kvamme Johnathan Hoggard Eric Lux           | Lamborghini 5,2 l V10 Atmo     | M     | 608   | Abandon Boite de vitesses |
| 35  | GTD    | 19  | GEAR Racing powered by GRT Grasser                       | Christina Nielsen Katherine Legge Tati Calderón Rahel Frey           | Lamborghini Huracán GT3 Evo    | M     | 471   | Abandon Feu               |
| 35  | GTD    | 19  | GEAR Racing powered by GRT Grasser                       | Christina Nielsen Katherine Legge Tati Calderón Rahel Frey           | Lamborghini 5,2 l V10 Atmo     | M     | 471   | Abandon Feu               |
| 36  | GTLM   | 4   | Corvette Racing                                          | Oliver Gavin Tommy Milner Marcel Fässler                             | Chevrolet Corvette C8.R        | M     | 461   | + 372 tours               |
| 36  | GTLM   | 4   | Corvette Racing                                          | Oliver Gavin Tommy Milner Marcel Fässler                             | Chevrolet LT 5,5 l V8 Atmo     | M     | 461   | + 372 tours               |
| 37  | GTD    | 98  | Aston Martin Racing                                      | Pedro Lamy Ross Gunn Andrew Watson (en) Mat Lauda                    | Aston Martin Vantage AMR GT3   | M     | 189   | Abandon Sortie            |
| 37  | GTD    | 98  | Aston Martin Racing                                      | Pedro Lamy Ross Gunn Andrew Watson (en) Mat Lauda                    | Aston Martin 4.0 L V8 Bi-Turbo | M     | 189   | Abandon Sortie            |
| 38  | GTD    | 23  | The Heart of Racing                                      | Alex Riberas Roman De Angelis (en) Ian James Nicki Thiim             | Aston Martin Vantage AMR GT3   | M     | 151   | Abandon Sortie            |
| 38  | GTD    | 23  | The Heart of Racing                                      | Alex Riberas Roman De Angelis (en) Ian James Nicki Thiim             | Aston Martin 4.0 L V8 Bi-Turbo | M     | 151   | Abandon Sortie            |

## Pole position et record du tour
- Pole position :  Oliver Jarvis (#77 Mazda Team Joest) en 1 min 33 s 711
- Meilleur tour en course :  Renger van der Zande (#10 Konica Minolta Cadillac DPi-V.R) en 1 min 34 s 652

## Tours en tête
- no 77 Mazda RT24-P - Mazda Team Joest : 190 tours (1-19 / 23-40 / 46-62 / 69-85 / 92-100 / 115-131 / 145-154 / 163-172 / 179-196 / 215-218 / 236-239 / 259-262 / 273-285 / 299-307 / 322-329 / 345-350 / 353-358 / 812)[6]
- no 31 Cadillac DPi-V.R - Whelen Engineering Racing : 4 tours (20-21 / 297-298)
- no 5 Cadillac DPi-V.R - Mustang Sampling Racing avec JDC Miller Motorsports: 126 tours (22 / 132 / 240 / 360-417 / 419-438 / 645-689)
- no 6 Acura ARX-05 - Acura Team Penske : 18 tours (41 / 63 / 138-144 / 161-162 / 174-178 / 213-214)
- no 10 Cadillac DPi-V.R - Konica Minolta Cadillac DPi-V.R : 493 tours (42-45 / 64-68 / 86-91 / 101-114 / 133-137 / 155-160 / 173 / 198-212 / 219-235 / 241-258 / 263-272 / 286-296 / 308-321 / 330-344 / 351-352 / 418 / 439-644 / 690-811 / 813-833)
- no 85 Cadillac DPi-V.R - JDC Miller Motorsports: 1 tour (1)
- no 55 Mazda RT24-P - Mazda Team Joest : 1 tour (1)

## À noter
- Longueur du circuit : 3,56 milles (5,729 km)
- Distance parcourue par les vainqueurs : 2 968,48 milles (4 777,305 km)